# Sebastian Söderberg
Sebastian Söderberg, född 19 september 1990, är en svensk professionell golfspelare.

## Karriär
Söderberg har spelat professionell golf sedan 2013. Han har vunnit sex professionella golftävlingar.